# Michel De Saedeleer
Michel De Saedeleer (Etterbeek, 11 februari 1949 - 19 maart 2007) was een Belgisch hockeyer.

## Levensloop
De Saedeleer was zijn ganse hockeycarrière actief bij Royal Uccle Sport. Met deze club werd hij zesmaal landskampioen (1975, 1976, 1977, 1978, 1979 en 1980), won hij driemaal de Beker van België (1972, 1974 en 1980) en bereikte hij tweemaal de finale van de Europacup I (1976 en 1977). Daarnaast ontving hij in 1973 de Gouden Stick.
Tevens maakte hij - van 1969 tot 1974 - deel uit van het Belgisch hockeyteam, waarmee hij onder andere deelnam aan de Olympische Zomerspelen van 1972 te München.  In totaal verzamelde hij 53 caps. Met de Belgisch zaalhockeyploeg behaalde hij zilver op het Europees kampioenschap van 1976 in het Nederlandse Arnhem.
Na zijn spelerscarrière werd hij coach van de damesploeg van Royal Uccle Sport en vervolgens manager van deze club. In 1981 ging hij aan de slag als 'event manager' bij het BOIC. Deze functie oefende hij uit tot 1992. In deze hoedanigheid was hij onder meer verantwoordelijk voor de organisatie van het 'Belgian indoor'-tennistornooi, de Jumping van Brussel, de Grote Prijs Eddy Merckx en de Memorial Van Damme. Vervolgens werd hij actief bij de Waterloo Ducks en van 2001 tot 2005 was hij secretaris-generaal van de KBHB.
Zijn zonen François, Thibaut en Alexandre zijn eveneens actief in het hockey.